# 五溴二苯醚
五溴二苯醚（又称五溴氧化二苯基) 是一种有机溴阻燃剂，属于多溴二苯醚 (PBDEs)。 由于其毒性和持久性，它们的工业生产将根据斯德哥尔摩公约予以淘汰。这是控制和淘汰主要持久性有机污染物（POP）的条约。

## 成分、用处和生产
商业五溴二苯醚是不同PBDE的同类物的混合物。其中， BDE-47 （2,2',4,4'- 四溴二苯醚）和 BDE-99 （2,2',4,4',5-五溴二苯醚） 的含量是里面最丰富的。  单独的术语五溴二苯醚是指五溴二苯醚的异构体（PBDE同类物编号82-127）。 
| 结构                 | 同类物  | 名字                       | 比例      |
| -------------------- | ------- | -------------------------- | --------- |
| Structure of BDE-47  | BDE-47  | 2,2′,4,4′- 四溴二苯醚      | 38–42%    |
| Structure of BDE-85  | BDE-85  | 2,2′,3,4,4′ -五溴二苯醚    | 2.2–3.0 % |
| Structure of BDE-99  | BDE-99  | 2,2′,4,4′,5- 五溴二苯醚    | 45–49%    |
| Structure of BDE-100 | BDE-100 | 2,2′,4,4′,6- 五溴二苯醚    | 7.8–13 %  |
| Structure of BDE-153 | BDE-153 | 2,2′,4,4′,5,5′ -六溴二苯醚 | 5.3–5.4 % |
| Structure of BDE-154 | BDE-154 | 2,2′,4,4′,5,6′ -六溴二苯醚 | 2.7–4.5 % |

注：只列出比例超过1%的成分。
商用五溴二苯醚最常用作软性聚氨酯泡沫的阻燃剂；它也用于亚洲的印刷电路板和其他应用中。 2001年，全世界的年需求量估计为7500吨，其中美洲占7100吨，欧洲占150吨，亚洲占150吨。  全球工业需求从1991年的每年4000吨增加到1999年的每年8500吨。 截至2007年，目前不应在欧洲、日本、加拿大、澳大利亚和美国生产商用五溴二苯醚。但是，世界其他地方仍可继续生产。

## 环境化学
五溴二苯醚通过不同的过程释放到环境中，例如来自生产五溴二苯醚和含有五溴二苯醚的产品的排放。空气、水、土壤、食物、沉积物、污泥和灰尘中的五溴二苯醚浓度一直升高。 

## 暴露与健康影响
五溴二苯醚可能通过食入或吸入进入体内。   它主要储存在体内脂肪中，并可能在体内停留数年。   2007年的一项研究发现，PBDE 47（一种四溴二苯醚）和PBDE 99（一种五溴二苯醚）在陆生食肉动物和人类中的生物放大因子为98，高于所研究的任何其他工业化学品。  在 WWF进行的一项调查中，五溴二苯醚和八溴二苯醚在13个欧盟国家的14名卫生和环境部长的血液样本中被发现。 
该化学物质对人类没有健康影响。但是，根据动物实验，五溴二苯醚可能会对肝脏，甲状腺和神经行为的发育产生影响。 

## 自愿和政府行动
在德国，使用五溴二苯醚的工业用户同意在1986年自愿淘汰掉它。  在瑞典，政府在1999年前逐步淘汰五溴二苯醚的生产和使用，并在短短几年内全面禁止进口。 欧盟根据现有物质法规793/93/EEC进行了全面的风险评估，  自2004年起禁止使用五溴二苯醚。 
在美国， 截至2005年，他们宣称在未先经过EPA ，即美国环境保护署评估的情况下，不会出现新的五溴二苯醚和八溴二苯醚的生产或进口。   截至2007年中，美国共有11个州禁止使用五溴二苯醚。 
2009年5月，由于五溴二苯醚的持久性，生物累积性和毒性符合持久性有机污染物的标准，因此将五溴二苯醚添加到了《斯德哥尔摩公约》中。

## 替代物
在五溴二苯醚于2004年12月31日由美国唯一的制造商自愿淘汰后，美国环保署于2003年开始组织家具阻燃合作伙伴关系，以更好地了解家具行业的消防安全选择。该伙伴关系在2005年发表了对五溴二苯醚替代品的评估，包括磷酸三苯酯、三溴新戊醇、三(1,3-二氯-2-丙基)磷酸酯和12种专有化学品。